# Apamea belangeri
Apamea belangeri là một loài bướm đêm trong họ Noctuidae.